# کوزوو کامنیکا
کوزوو کامنیکا (به صربی: Косовска Каменица) شهری در منطقه گنییلان کشور کوزوو است که در سرشماری سال ۲۰۱۱ میلادی، ۳۵٬۶۰۰ نفر جمعیت داشته‌است.